# Estathé
Estathé (de estate, verano en italiano) es una marca italiana de té helado producida por Ferrero. Fue introducido por primera vez al mercado en 1972, destacando por su naturalidad ante marcas como Pepsi y Coca Cola que en ese momento controlaban el mercado italiano. Actualmente es patrocinador oficial del Giro de Italia.

## Historia
Fue lanzado en 1972 por la marca Ferrero destacando precisamente por su naturalidad, el primero lanzado fue el "Estathé Limone" (limón). La marca es recordada por los comerciales emitidos en la década de 1980 donde aparecía una voz femenina cantando el jingle "Sete d' Estate...sete d' Estathé...". En 1995 Fue lanzada la edición "Pesca" (melocotón), en 2002 la versión "Deteinata Limone" y en 2008 la versión "Verde". Estathé está hecho de hojas de té provenientes de Sri Lanka, mezclado con zumo de fruta. Es comercializado en envases parecidos a los de yogur, también en botellas de plástico y latas.

## Sabores
- Limone: sabor a limón
- Deteinato Limone: versión sin colorantes ni conservantes, sabor a limón
- Pesca: sabor a melocotón
- Deteinato Pesca: versión sin colorantes ni conservantes, sabor a melocotón
- Verde: sabor a té verde
- Karkadè(2014): edición especial con sabor a flores de hibisco
- Menta(2014): edición especial con sabor a menta
- Tropical(2014): edición especial con sabor a naranja, maracuyá, papaya y guayaba
- Nutella & Go: contiene en un mismo envase palitos de pan, nutella y estathé
- Pera - Uvas (2015) versiòn sin colorantes ni conservantes, sabor de peray uva
- Pasiòn Naranja (2015) : versiòn sin colorantes ni conservantes, sabor de naranja y fruta de la pasiòn

Fuente: